# Niekłań Wielki (gmina)
Niekłań Wielki (do 1926 Niekłań, 1926–54 Odrowąż) – dawna gmina wiejska istniejąca do 1926 roku oraz w latach 1973–1976 w woj. kieleckim (dzisiejsze woj. świętokrzyskie). Siedzibą gminy był Niekłań Wielki.
W okresie międzywojennym gmina Niekłań należała do powiatu koneckiego w woj. kieleckim. Gmina została zniesiona 25 stycznia 1926 roku wraz z przemianowaniem jednostki na gmina Odrowąż.
Gmina została reaktywowana 1 stycznia 1973 roku w powiecie koneckim w woj. kieleckim w składzie sołectw: Boków, Furmanów, Lelitków, Nadziejów, Niekłań Mały, Niekłań Wielki, Piasek, Smarków, Wąglów, Wielka Wieś i Wólka Zychowa.
1 czerwca 1975 roku jednostka weszła w skład nowo utworzonego mniejszego woj. kieleckiego. 1 lipca 1976 roku gmina została zniesiona, a jej obszar wszedł w skład poszerzonej gminy Stąporków.